# Claytronics
Claytronics (contraction des mots anglais clay (argile) et electronics (électronique) est le nom d´un programme de robotique mis au point par l’université Carnegie-Mellon, dans lequel des robots nanométriques appelés claytronic atoms (ou catoms) s'assemblent pour former des objets plus importants.